# 8712 Судзуко
8712 Судзуко (8712 Suzuko) — астероїд головного поясу, відкритий 2 жовтня 1994 року.
Тіссеранів параметр щодо Юпітера — 3,195.
Названо на честь Судзуко (яп. すずこ(鈴子) судзуко).